# Khu triển lãm Wrocław

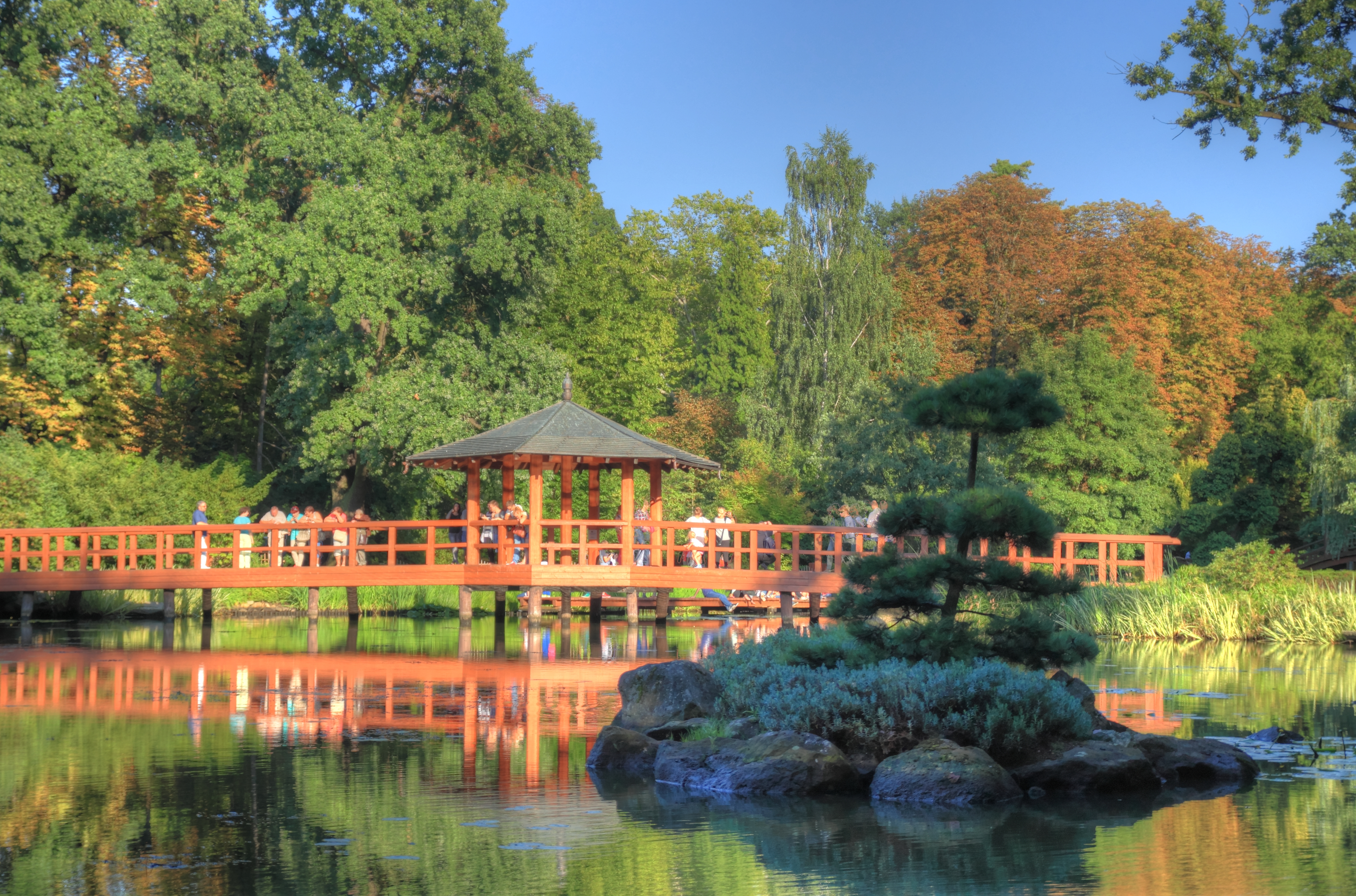
Khu vườn Nhật Bản

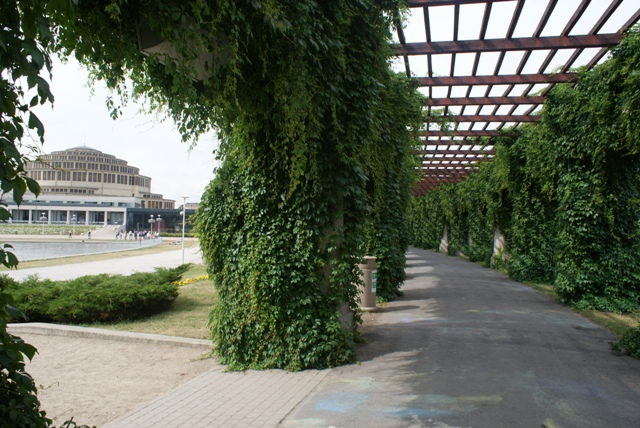

Khu triển lãm Wrocław (tiếng Ba Lan: Tereny wystawowe) nằm ở phía đông của thành phố gần với vườn bách thú. Công trình xây dựng được thực hiện trong những năm 1911-1913 theo dự án của Max Berg và Hans Poelzig.

## Lịch sử
Khu triển lãm được thiết kế để vinh danh kỷ niệm một trăm năm tuyên bố của vua Frederick Wilhelm III đối với quốc gia Đức (An mein Volk) vào năm 1813 và kỷ niệm Trận chiến tại Leipzig. Năm 1913, một cuộc Triển lãm Thế Kỷ đã được tổ chức tại đây. Địa điểm này sống sót sau Thế chiến thứ hai mà không có thiệt hại đáng kể. Năm 1948, Triển lãm "Đất phục hồi" được tổ chức tại địa điểm này.

## Miêu tả
Hiện tại Khu triển lãm bao gồm: Cung Thế kỷ một trong những điểm thu hút khách du lịch chính của Wrocław (được liệt kê là Di sản Thế giới của UNESCO năm 2006. Pẻggolla được xây dựng xung quanh một cái ao vào năm 2009, một trong những đài phun nước lớn nhất châu Âu (Đài phun nước Wrocław) được đặt tại đây. Khu vườn Nhật Bản - được thành lập như một phần của Khu liên hợp triển lãm. Tuy nhiên, rất nhiều cây cối đã mọc um tùm sau Triển lãm trăm năm. Vườn được tái lập vào năm 1997 với sự hợp tác của các chuyên gia Nhật Bản, tuân theo tất cả các tiêu chí truyền thống của nghệ thuật làm vườn Nhật Bản. Hai tháng sau trong trận lụt ở Warsaw, khu vực này đã bị hư hại. Khu vườn Nhật Bản đã được mở lại một lần nữa vào năm 1999. Ngày nay, khu vườn vẫn giữ truyền thống của Nhật Bản, cũng giới thiệu nhiều loài thực vật châu Á.
Four Dome Pavilion - nằm về phía tây bắc từ Hội trường trăm năm. Nó được thiết kế bởi Hans Poelzig. Nó được xây dựng từ tháng 8 năm 1912 đến tháng 2 năm 1913. Đài phun nước của Nữ thần Athena có vị trí trên sân của tòa nhà (bị phá hủy trong Thế chiến II). Sau năm 1945, Pavilion được thông qua như một xưởng phim (WWF).